# Максютово (Туймазинский район)
Максю́тово (баш. Мәҡсүт) — деревня в Туймазинском районе Республики Башкортостан Российской Федерации. Входит в состав Ильчимбетовского сельсовета.

## Этимология
Название села происходит от личного имени Мәҡсүт (русск. Максют).

## География

### Географическое положение
Расстояние до:
- районного центра (Туймазы): 20 км,
- центра сельсовета (Ильчимбетово): 12 км,
- ближайшей ж/д станции (Туймазы): 20 км.

## Население
| 2002 | 2009 | 2010 |
| ---- | ---- | ---- |
| 50   | ↘46  | ↘45  |

## Национальный состав
Согласно переписи 2002 года, преобладающая национальность — башкиры (90 %).